# Elsässer Haarstrang
Der Elsässer Haarstrang (Xanthoselinum alsaticum (L.) Schur, Syn.: Peucedanum alsaticum L.), auch Elsass-Haarstrang genannt, ist eine Pflanzenart aus der Gattung Xanthoselinum innerhalb der Familie der Doldenblütler (Apiaceae).

## Beschreibung

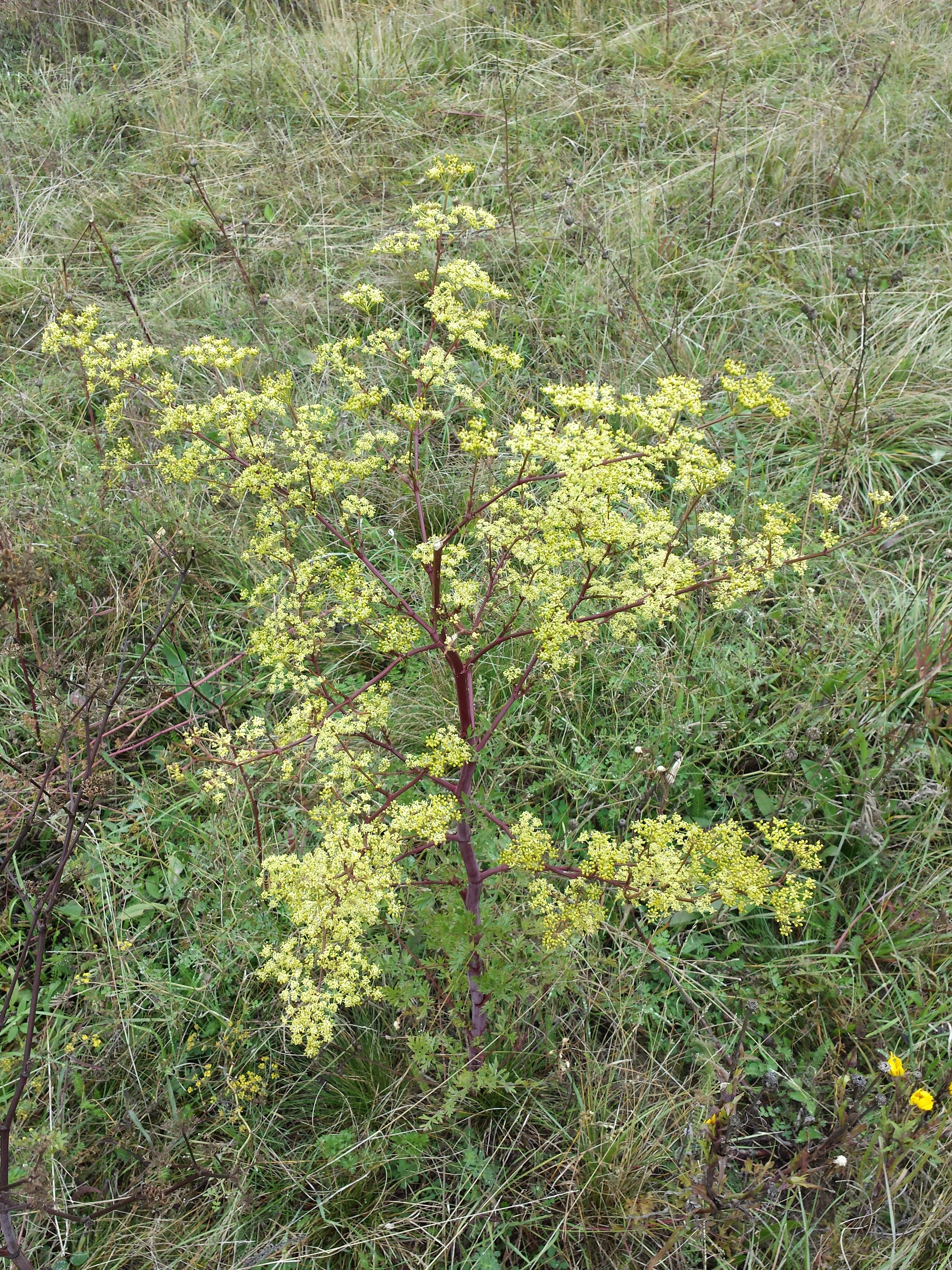
Gesamtblütenstand aus vielen doppeldoldigen Blütenständen

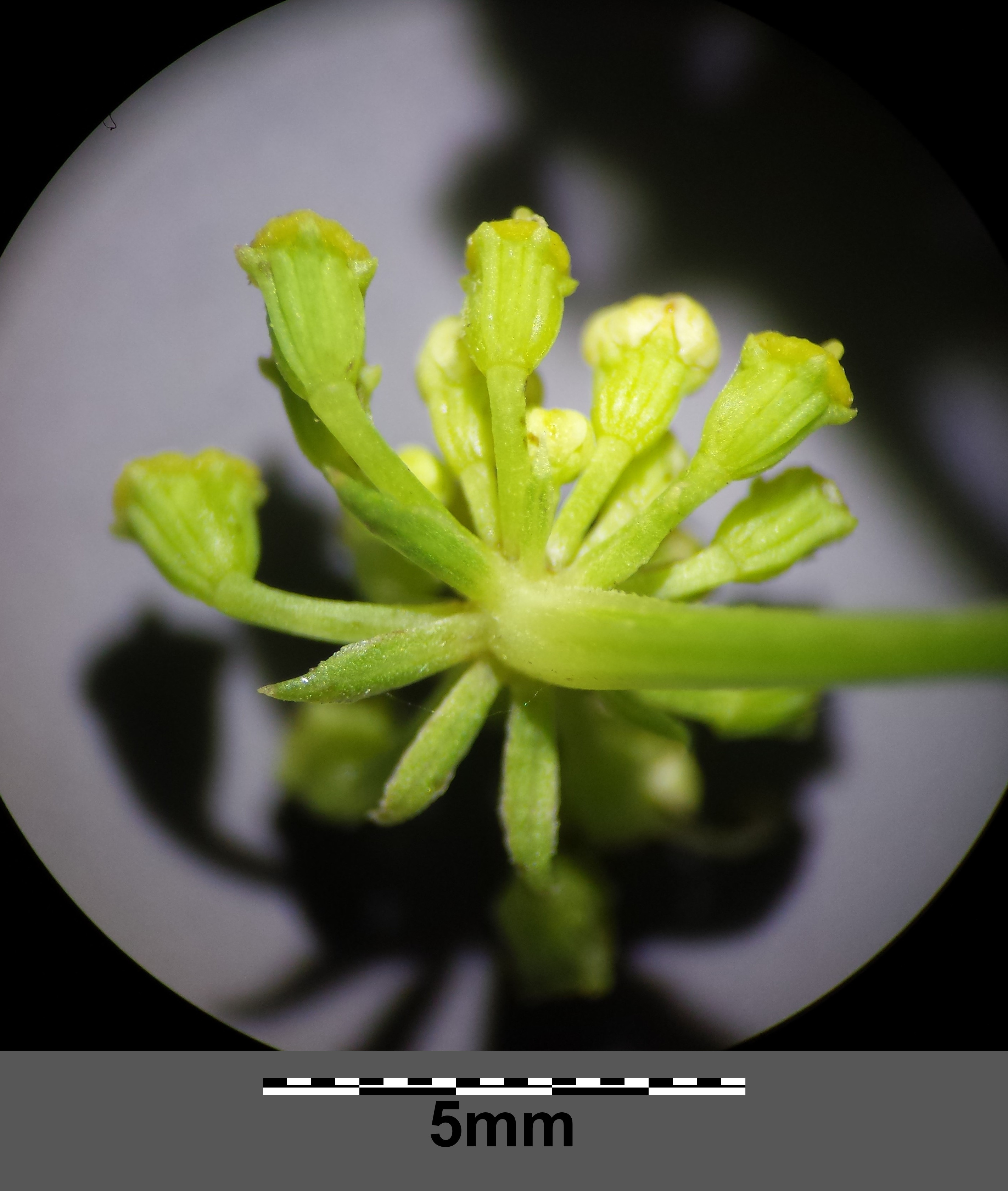
Döldchen, Untersicht mit Hüllchenblättern

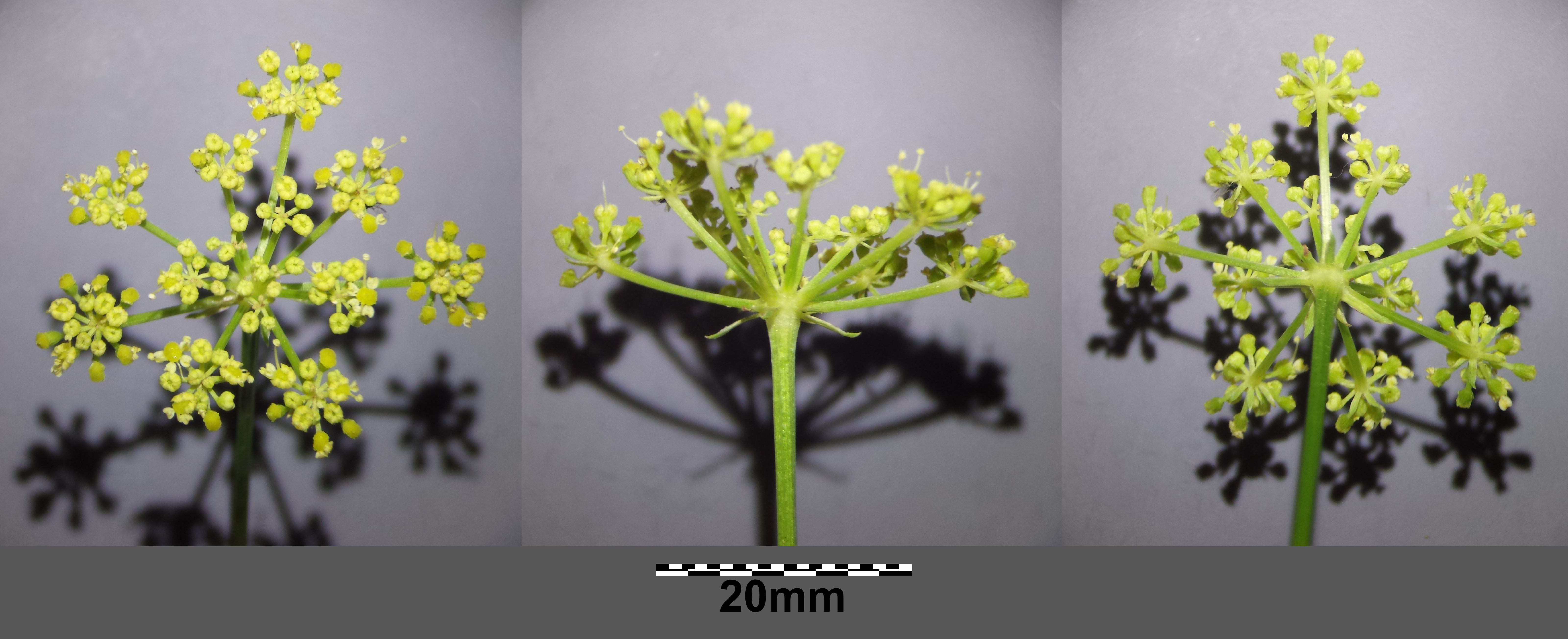
Doppeldoldiger Blütenstand

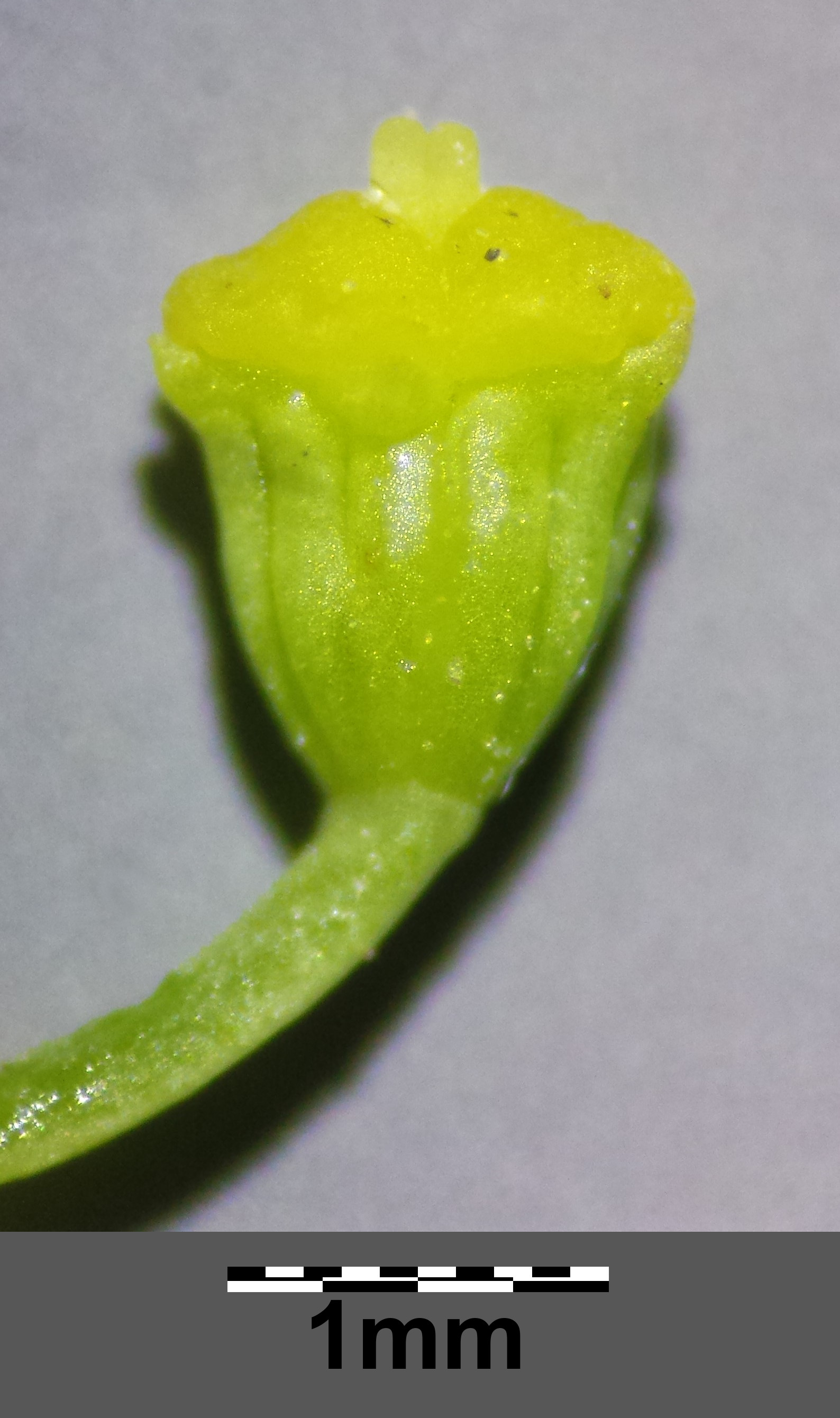
Fruchtknoten mit Griffelpolster

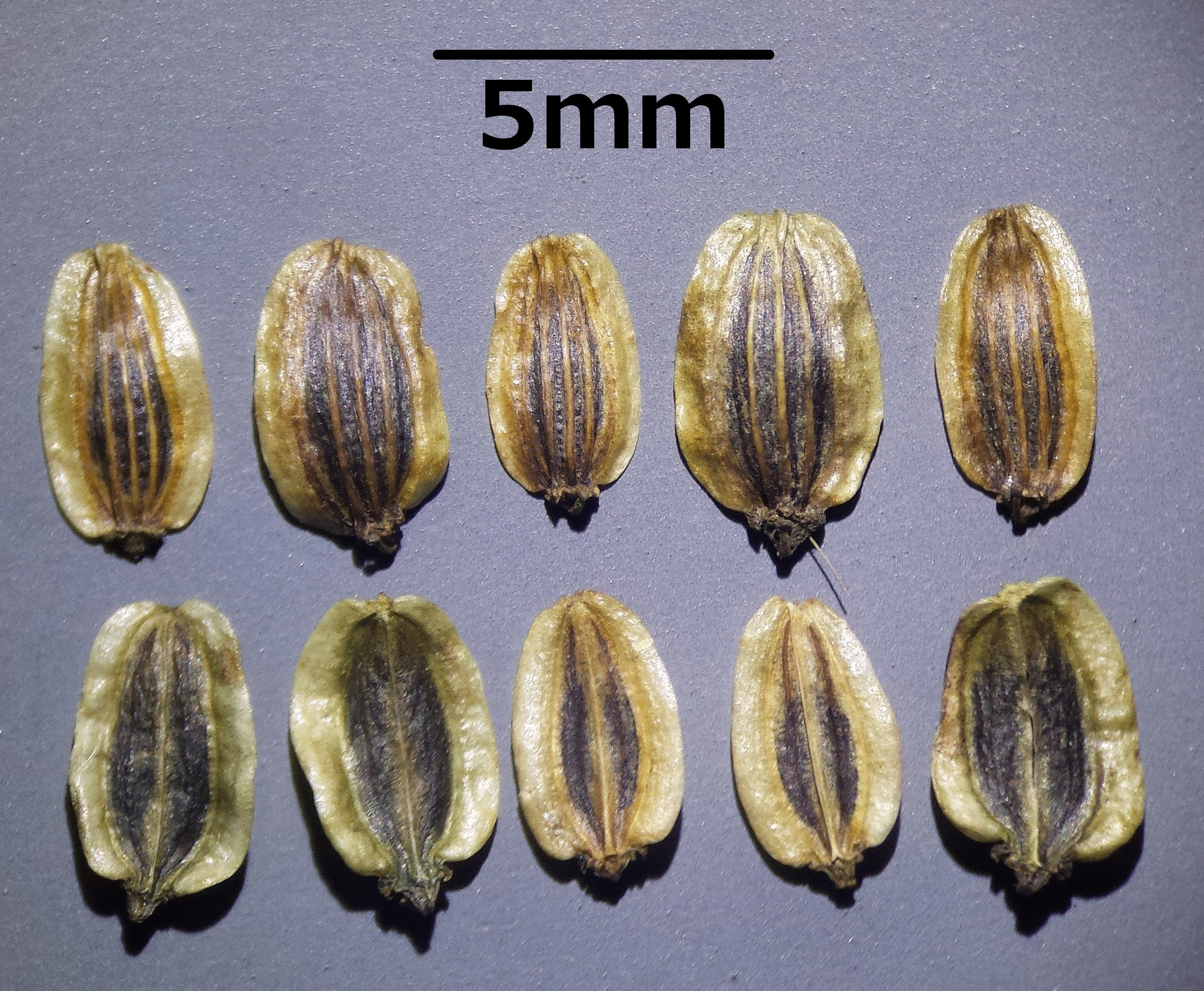
Breitrippige Teilfrüchte

### Vegetative Merkmale
Der Elsässer Haarstrang wächst als sommergrüne, ausdauernde krautige Pflanze, die Wuchshöhen von 0,3 bis zu 1,8 Meter erreicht. Stängel und Knoten sind leicht violett bis purpurfarben überlaufen. Der schlanke, oberwärts kantig gefurchte, hohle Stängel besitzt zahlreiche, spitzwinklig abgehende, relativ kurze Verzweigungen und an seiner Basis einen Faserschopf aus Resten von Laubblattscheiden.
Die wechselständig am Stängel angeordneten Laubblätter sind in Blattstiel, -scheide und -spreite gegliedert. Die Blattspreite ist zwei- bis dreifach gefiedert und am Rand papillös. Die grundständigen Blätter und die unteren Stängelblätter sind lang gestielt mit einem oberseits rinnigen Blattstiel. Sie sind im Umriss breit dreieckig bis eiförmig. Die Blattabschnitte letzter Ordnung sind am Grund kurz keilförmig, fiederspaltig und mit einem weißen Knorpelspitzchen versehen. Die mittleren und oberen Stängelblätter sind kleiner, weniger stark zerteilt und auf den kurzen, hautrandigen Blattscheiden sitzend.

### Generative Merkmale
Die Blütezeit reicht von Juli bis September. Der Gesamtblütenstand enthält viele doppeldoldigen Blütenstände. Jede Doppeldolde hat 6 bis 20 Strahlen. Die vier bis acht Hüllblätter stehen ab. Es sind vier bis zehn Hüllchenblätter vorhanden. Sie sind lanzettlich bis pfriemlich und aufrecht bis abstehend. Die Doldenstrahlen sind meist nicht über 20 bis 25 Millimeter lang. Die männlichen oder zwittrigen Blüten sind fünfzählig mit doppelter Blütenhülle. Der Kelch ist deutlich entwickelt und endet mit fünf Kelchzipfeln. Die Blütenkrone ist weißlich-gelb. Die Kronblätter sind im eingeschlagenen Zustand etwa 0,75 Millimeter lang. Die 2 Griffel sind kaum über 1 Millimeter lang. Die abgeflachte Teilfrucht der Spaltfrucht ist bei einer Länge von 3,5 bis 5 Millimetern und einer Breite von 2 bis 3,5 Millimetern elliptisch und besitzt deutliche Randrippen.

### Chromosomensatz
Die Chromosomengrundzahl beträgt x = 11, es liegt Diploidie vor mit einer Chromosomenzahl von 2n = 22.

## Ökologie
Beim Elsässer Haarstrang handelt es sich um einen mesomorphen, skleromorphen Hemikryptophyten.
Der Elsässer Haarstrang ist Andromonözisch, es sind also männliche und zwittrige Blüten an einem Pflanzenexemplar vorhanden. Der Elsässer Haarstrang ist proterandrisch, das bedeutet, die Blüten sind zuerst männlich und später weiblich; eine Überlappung der Geschlechter ist unklar. Blütenökologisch handelt es sich um Scheibenblumen mit freiliegendem Nektar. Bestäuber sind Käfer, Fliegen, Syrphiden, Wespen und mittelrüsselige Bienen. Der Elsässer Haarstrang ist fakultativ xenogam, also erfolgt meist Fremdbefruchtung und selten Selbstbestäubung. Der Elsässer Haarstrang ist selbstkompatibel und Selbstbefruchtung führt erfolgreich zum Samenansatz.
Die Spaltfrucht, hier Doppelachäne genannt, ist eine Trockenfrucht, die reif durch Spaltung echter Scheidewände längs der Fruchtblattgrenzen in zwei einsamige, geschlossen bleibende Teilfrüchte zerfällt, d. h. die Teilfrüchte entsprechen den Fruchtblättern. Die Diasporen sind die Teilfrüchte. Die Ausbreitung erfolgt durch den Wind oder durch Klett- und Klebausbreitung auf der Oberfläche von Tieren (Epichorie).

## Vorkommen und Gefährdung

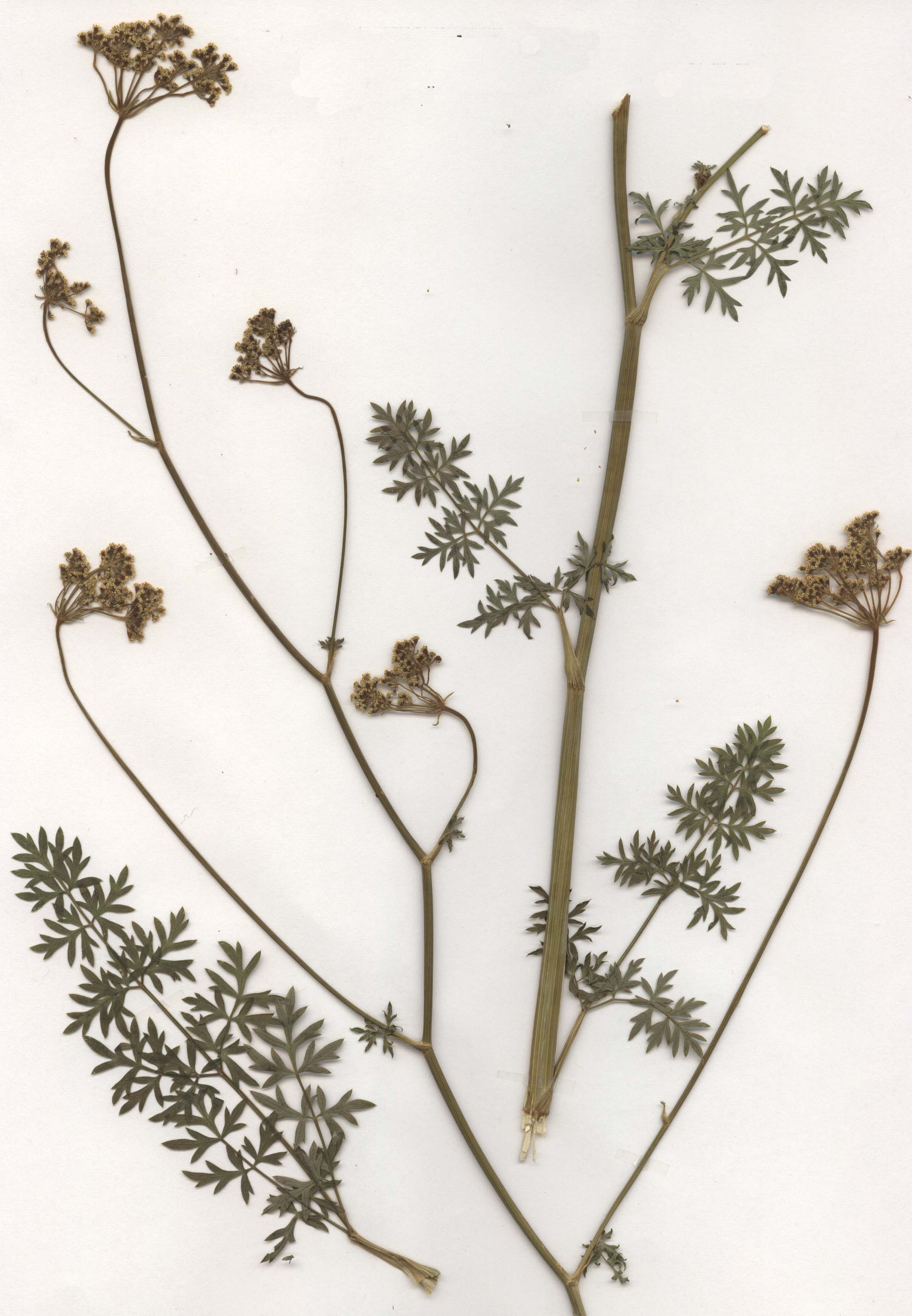
Herbarbeleg (Bitte keine Pflanzenexemplare oder Pflanzenteile aus Naturbeständen entnehmen!)

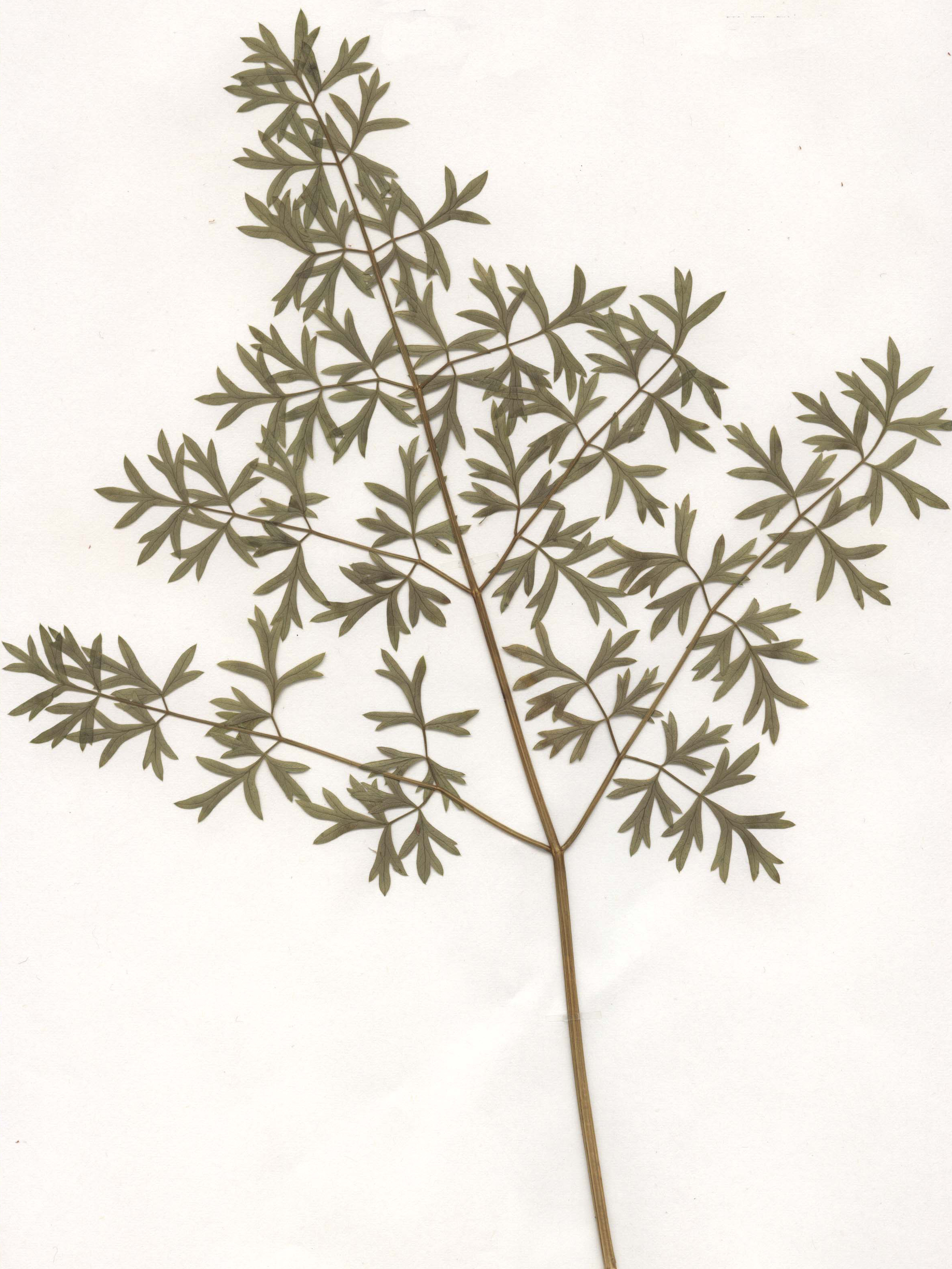
Herbarbeleg des Stängelblatts. Diese Art sollte wegen ihrer Seltenheit und Gefährdung auf keinen Fall gesammelt werden.

### Allgemeine Verbreitung
Der Elsässer Haarstrang kommt in Europa, von Frankreich und Oberitalien, Mitteleuropa bis zur Balkanhalbinsel vor; östlich bis Mittel- und Südrussland und weiter bis zum Altai. Er ist ein submediterran-schwach-kontinentales Florenelement. Es gibt Fundorte in den Ländern Frankreich, Deutschland, Tschechien, Österreich, Polen, Slowakei, Ungarn, Ukraine, Belarus, Moldawien, europäisches Russland, Rumänien, Bulgarien, Serbien, Slowenien, Kroatien, Bosnien-Herzegowina, Montenegro, Albanien, Kasachstan, im westlichen Sibirien und im Kaukasusraum. In der Schweiz fehlt diese Art.

### Vorkommen in Österreich
In Österreich tritt der Elsässer Haarstrang im pannonischen Gebiet häufig, im sonstigen Gebiet, im nördlichen und südöstlichen Alpenvorland, selten. Die Vorkommen beschränken sich auf die Bundesländer Wien, das Burgenland und Niederösterreich. In Österreich und angrenzenden Gebieten gedeiht er in trockenen Gebüschen, Halbtrockenrasen, Weingartenrändern, Halbruderalstellen in den collin bis untermontan Höhenstufen. Er gilt in Österreich als gefährdet und kommt zerstreut bis selten im Burgenland, Wien sowie Niederösterreich vor; in Oberösterreich sowie der Steiermark ist er wahrscheinlich ausgestorben.

### Vorkommen in Deutschland
Der Elsässer Haarstrang ist in Deutschland sehr selten und kommt nur im mittleren Rhein- und Maingebiet vor. Darüber hinaus ist es nur noch an wenigen Stellen zu finden. Besonders in den Hohlwegen der Gemeinden Alsheim und Guntersblum in Rheinhessen ist er noch recht häufig anzutreffen. Der Elsässer Haarstrang ist in Deutschland „stark gefährdet“ (Deutschland Gefährdung: Kategorie 2).

### Standortansprüche und Pflanzensoziologie
Der Elsässer Haarstrang wächst in Mitteleuropa in lockeren „Herden“ oder einzeln an lichtreichen, sonnigen trockenen Standorten in warmer Klimalage, auf kalkreichen, basischen, meist skelettreichen, „rohen“ Böden. Peucedanum alsaticum gedeiht meist in Staudengesellschaften, häufig an „leicht ruderalen Böschungen“ und in älteren Weinbergsbrachen. An den einzelnen Fundorten blühen sehr oft aber nur wenige Pflanzen. Der Elsässer Haarstrang ist in Mitteleuropa pflanzensoziologisch eine Charakterart des Verbands Geranion sanguinei, kommt aber auch in Pflanzengesellschaften der Verbände Potentillo-Quercion petraeae oder Convolvulo-Agropyrion vor.

## Systematik
Die Erstveröffentlichung erfolgte 1762 unter dem Namen (Basionym) Peucedanum alsaticum durch Carl von Linné in Species Plantarum, 2. Auflage, Tomus 1, Seite 354. Die Neukombination zu Xanthoselinum alsaticum (L.) Schur wurde 1866 durch Philipp Johann Ferdinand Schur in Enumeratio Plantarum Transsilvaniae, Seite 264 veröffentlicht.
Doch viele Autoren verwenden Xanthoselinum alsaticum (L.) Schur als Synonym von Peucedanum alsaticum L.
Die Art Peucedanum alsaticum L. gehört zur Gattung Peucedanum aus der Tribus Selineae in der Unterfamilie Apioideae innerhalb der Familie Apiaceae.